# Къртис Ситенфелд
Къртис Ситенфелд (на английски: Curtis Sittenfeld) е американска писателка на произведения в жанра социална драма, любовен роман и научна фантастика в поджавра на алтернативната история.

## Биография и творчество
Елизабет Къртис Ситенфелд е родена на 23 август 1975 г. в Синсинати, Охайо, САЩ. Тя е второто от четирите деца (три момичета и едно момче) в семейството на Пол Ситенфелд, инвестиционен съветник, и Елизабет Къртис, учител по история на изкуството и библиотекар в частно училище в Синсинати. Майка ѝ е католичка, а баща ѝ е евреин. Учи до осми клас в Синсинати, а завършва гимназия през 1993 г. в училище-интернат в Гротън, Масачузетс. През 1992 г., лятото преди последната си година, печели конкурса за художествена литература на списание Seventeen. По време на ваканциите отива в голяма къща близо до океана в Уестпорт, Масачузетс, където пише хроники за семейството си в книгата за гости на къщата.
Следва първоначално във Васар Колидж в Пъкипси, щат Ню Йорк, преди да се прехвърли в Станфордския университет в Пало Алто, Калифорния, където следва творческо писане и получава бакалавърска степен през 1997 г. В университета пише статии за университетския вестник и редактира седмичното му списание за изкуства. Избрана е и за една от колежанките на годината на списание Glamour. След дипломирането си се премества в Шарлот, Северна Каролина, където пише за „Шарлот Обзървър“, след което работи за списание в Бостън. През 2001 г. получава магистърска степен по изкуства от писателската работилница на Айова в Университета на Айова. След дипломирането си в продължение на три години пише първия си роман, като в периода 2002 – 2003 г. е писател резидент, а в периода 2003 – 2005 г. е учителка и в училище „Сейнт Албанс“ във Вашингтон. През 2008 г. се омъжва за Мат Карлсън, с когото имат две дъщери.
Първият ѝ роман „Подготовка“ е издаден през 2005 г. Той е полубиографична история за живота на ученичка от Саут Бенд, Индиана, което попада в елитен пансион близо до Бостън, Масачузетс, където попада в затворен свят на тийнейджъри, чиито очаквания, ценности и социални ритуали са ѝ напълно непознати, а тя трябва да намери своето място там. Романът е номиниран за наградата „Бейлис“ за дамска литература.
Следват романите ѝ „Мъжът на моите мечти“ (2006), роман за съзряване и изследване на романтичната любов; „Американска съпруга“ (2008), измислена история, която е базирана на живота на първата дама Лора Буш; „Сестринска земя“ (2013), роман, който разказва историята на еднояйчни близнаци с психически способности; „Открий любовта“ (2016), съвременен преразказ на „Гордост и предразсъдъци“; и „Родъм“ (2020), политически роман за алтернативна история за живота на Хилари Клинтън.
Нейни разкази са публикувани в „Ню Йоркър“, „Вашингтон Поуст“, „Ескуайър“, и в антологията „Най-добрите американски разкази“. Нейни есета са публикувани в Ню Йорк Таймс, Атлантик, Тайм и Венити Феър, както и са излъчени по Националното радио. Произведенията на писателката са преведени на 30 езика по света.
Къртис Ситенфелд живее със семейството си във Филаделфия.

## Произведения

### Самостоятелни романи
- Prep (2005)[1][2][3]
- The Man of My Dreams (2006)
- American Wife (2008)
- Sisterland (2013)[5]
- Rodham (2020)
- Romantic Comedy (2023)

### Участие в общи серии с други писатели
- Eligible (2016) в поредицата „Проект Остин“ (Austen Project)[1]
Открий любовта, изд.: ИК „Плеяда“, София (2018), прев. Весела Ангелова
- The Tomorrow Box (2021) в поредицата „Валута“ (Currency)[3]

### Новели
- A Regular Couple (2012)[1]
- Giraffe & Flamingo (2020)

### Сборници
- You Think It, I'll Say It (2018) – разкази[1]
- Help Yourself (2020) – разкази[3]

### Екранизации
- You Think It, I'll Say It – тв сериал